# یواس‌اس کوینباگ (۱۸۷۵)
یواس‌اس کوینباگ (۱۸۷۵) (به انگلیسی: USS Quinnebaug (1875)) یک کشتی بود که طول آن ۲۱۶ فوت (۶۶ متر) بود. این کشتی در سال ۱۸۷۵ ساخته شد.